# Children of the Grave
Children of the Grave ist ein Lied der britischen Heavy-Metal-Band Black Sabbath aus ihrem 1971 erschienenen Album Master of Reality. Der Song setzt sich lyrisch mit dem Vietnamkrieg auseinander, der auch schon in den Liedtexten von War Pigs und Electric Funeral auf ihrem Album Paranoid aufgegriffen wurde. Children of the Grave war auch eines der Lieder, die Black Sabbath 1985 bei dem Festival Live Aid gespielt haben. Der Song gehörte auch während der Solokarriere von Ozzy Osbourne zum festen Repertoire des Leadsängers.

## Veröffentlichungen
Veröffentlichung im Vereinigten Königreich (1971)
| A-Seite | Children of the Grave | 5:49 |
| B-Seite | Solitude              | 3:50 |

Weitere Veröffentlichungen:
Veröffentlichung in Frankreich, rotes Vinyl (1971)
| A-Seite | Children of the Grave | 5:49 |
| B-Seite | Iron Man              | 3:50 |

Veröffentlichung in Mexico, spanische Titel und abweichende B–Seite (1972)
| A-Seite | Children of the Grave – Niños De Sepulcro | 5:15 |
| B-Seite | Lord of the World – Amo Del Mundo         | 5:24 |

Besetzung
- Geezer Butler – E-Bass
- Tony Iommi – Lead-Gitarre
- Ozzy Osbourne – Gesang
- Bill Ward – Schlagzeug

## Coverversionen
- Die Band White Zombie haben Children of the Grave (mit etwas abgeändertem Text) für das Black Sabbath Tribute Album, Nativity in Black, gecovert. Es wurde später 1994 als Promo-Single veröffentlicht.
- Die argentinische Thrash-Metal-Band Nepal hat eine Coverversion des Songs für ihr drittes Studioalbum Manifiesto aufgenommen (1997).[5]
- Die amerikanische Thrash-Metal-Band Havok hat eine Version des Songs auf ihrem dritten Studioalbum Unnatural Selection (2013) aufgenommen.
- Die amerikanische Death-Metal-Band Master hat den Song für ihr 1990er Debütalbum Master gecovert. Das Fingerpicking-Intro und der Eröffnungsaufbau von Children of the Grave wurden beibehalten, der Rest der Coverversion erinnert eher an den Musik-Stil der Black-Metal-Band Venom.
- Das englische Jazz-Trio Jazz Sabbath veröffentlichte eine instrumentale Jazz Version dieses Liedes auf ihrem 2020 selbstbetitelten Debütalbum.